# 登斯博恩
登斯博恩是德国莱茵兰-普法尔茨州的一个市镇。总面积14.42平方公里，总人口560人，其中男性295人，女性265人（2011年12月31日），人口密度39人/平方公里。